# Тибор Церна
Тибор Јожеф Церна (Београд, 8. новембар 1978 — Кошаре, 27. април 1999) био је војник Војске Југославије. Као командир стрељачког одељења 125. моторизоване бригаде учествовао је у одбрани Југославије за време НАТО бомбардовања.

## Биографија
У Војску Југославије ступио је јуна 1998. године.
Током битке на Кошарама својевољно је устао из заклона с намером да открије положај снајперисте из Легије странаца, који је данима односио животе многих његових сабораца. Убрзо пошто је изашао на отворен простор, примио је метак у груди. Иако тешко рањен, успео је да се одржи на ногама на запрепашћење свих уз речи: ,,За ову земљу вреди погинути". Након тога уследио је следећи хитац, који га је погодио у врат. Захваљујући његовој жртви снајпериста ВЈ је открио положај непријатељског снајперисте, те га је елиминисао.
Одликован је Орденом за заслуге у областима одбране и безбедности првог степена.